# 103. Deutscher Katholikentag
Der 103. Deutsche Katholikentag fand vom 29. Mai bis 2. Juni 2024 im thüringischen Erfurt statt. Es wurden 20.000 Teilnehmer erwartet.

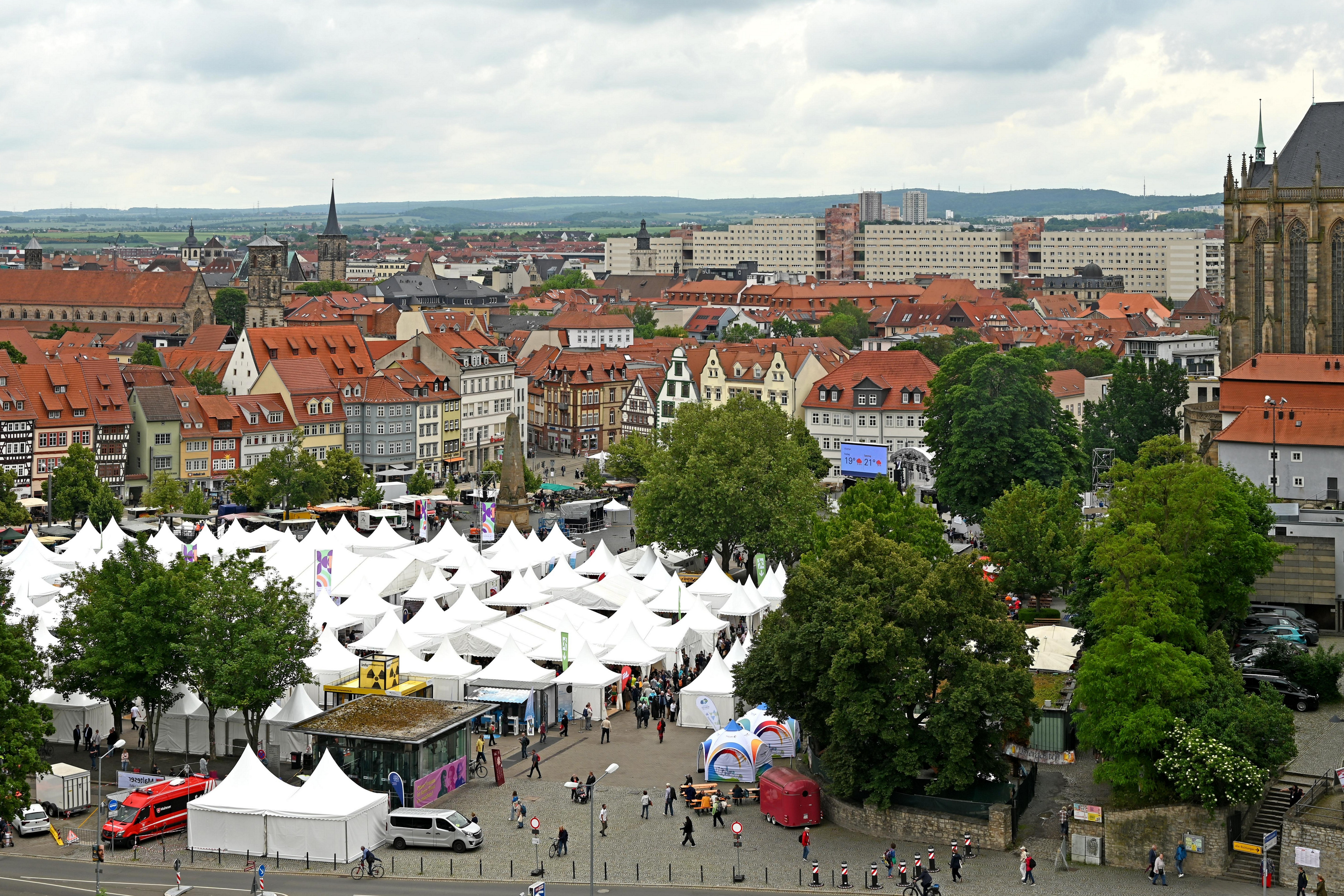
Domplatz, Zelte der Kirchenmeile

## Motto
Das Leitwort „Zukunft hat der Mensch des Friedens“ stammt aus Psalm 37 und nimmt Bezug auf den Krieg in der Ukraine.

## Organisation

Katholikentag Erfurt 2024
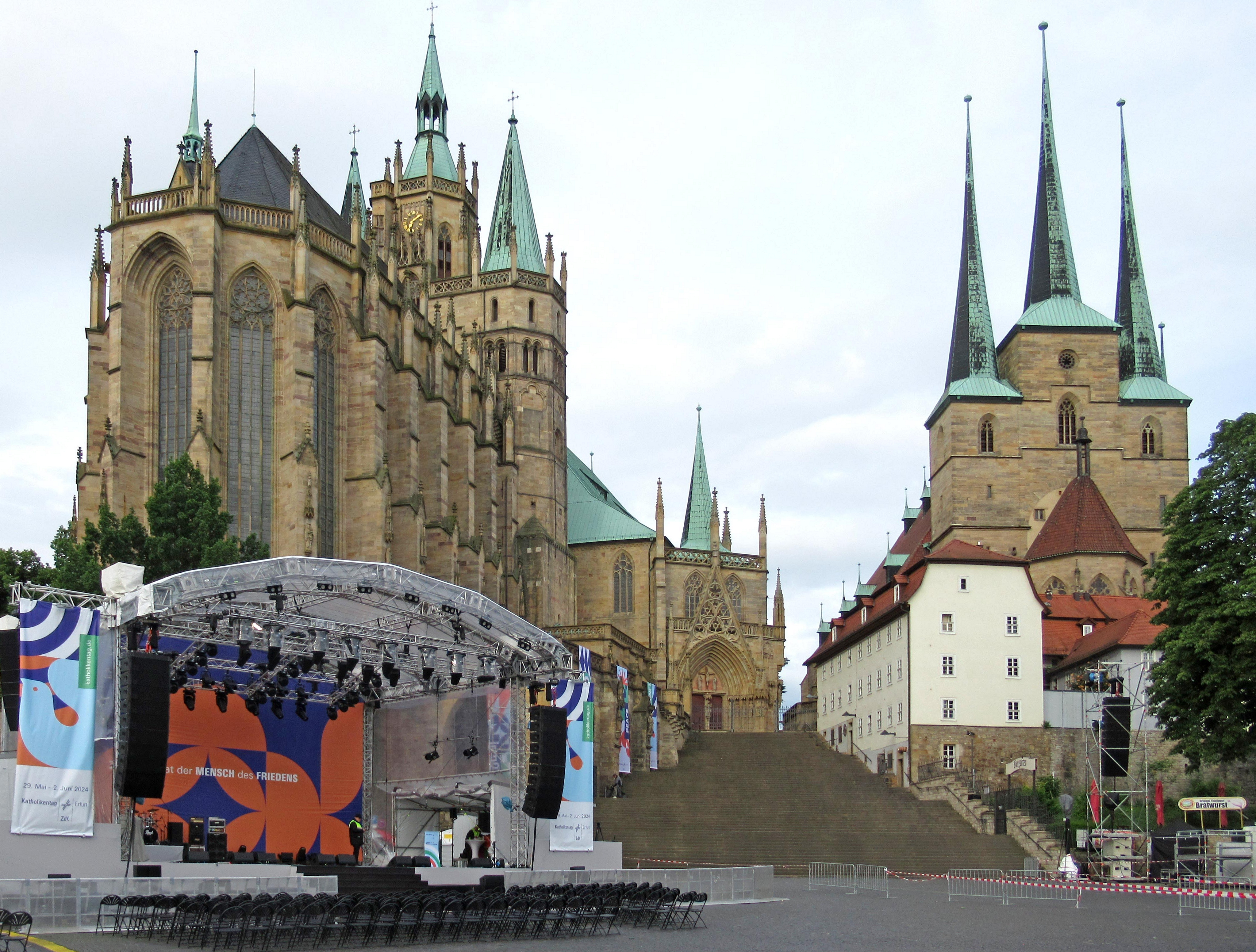
Bühne am Domplatz
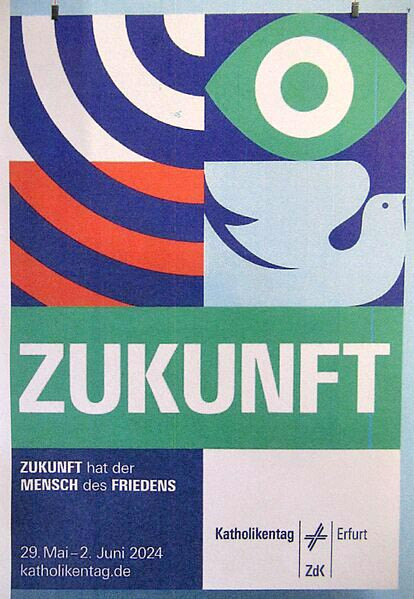
Leitwort
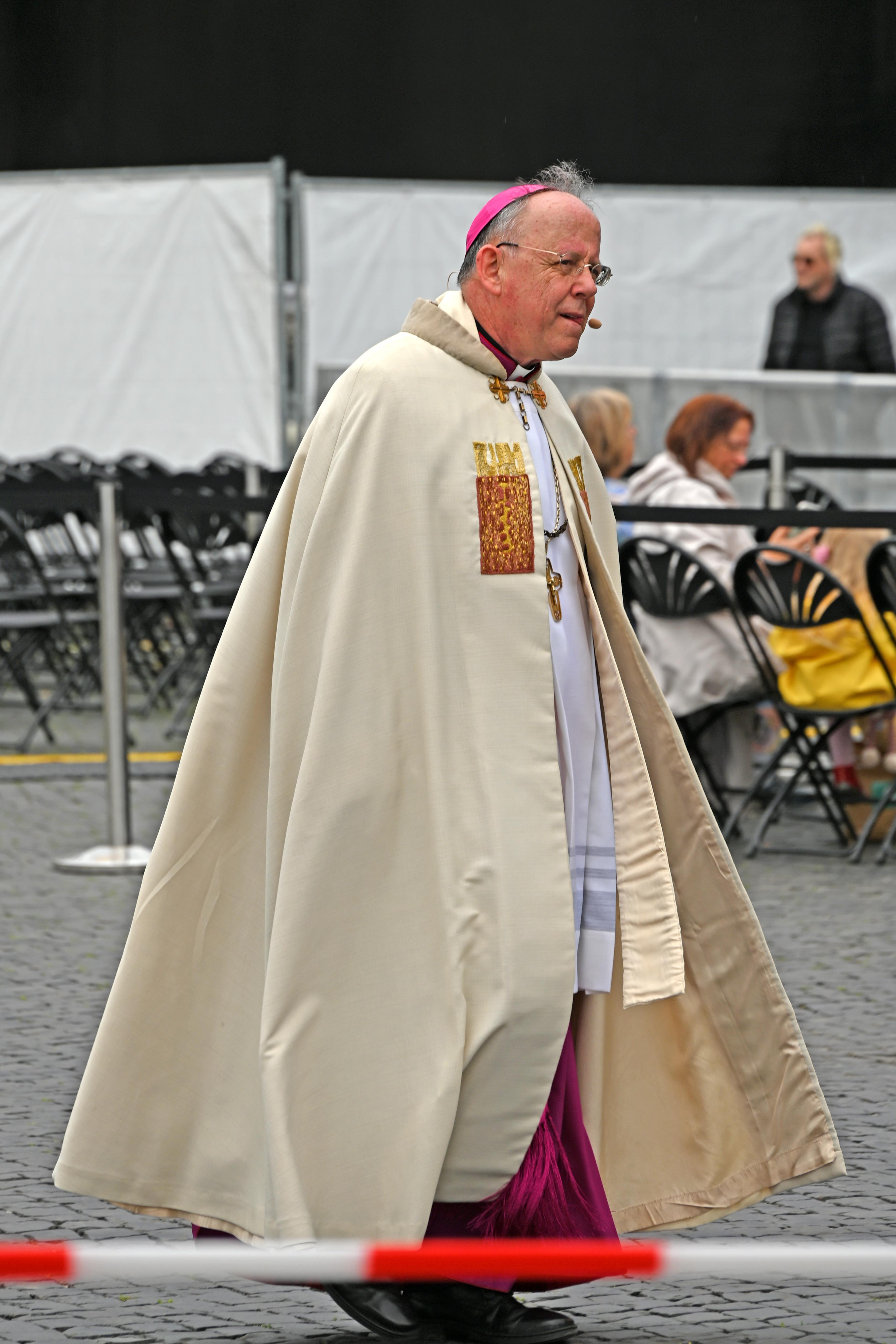
Bischof Neymeyr
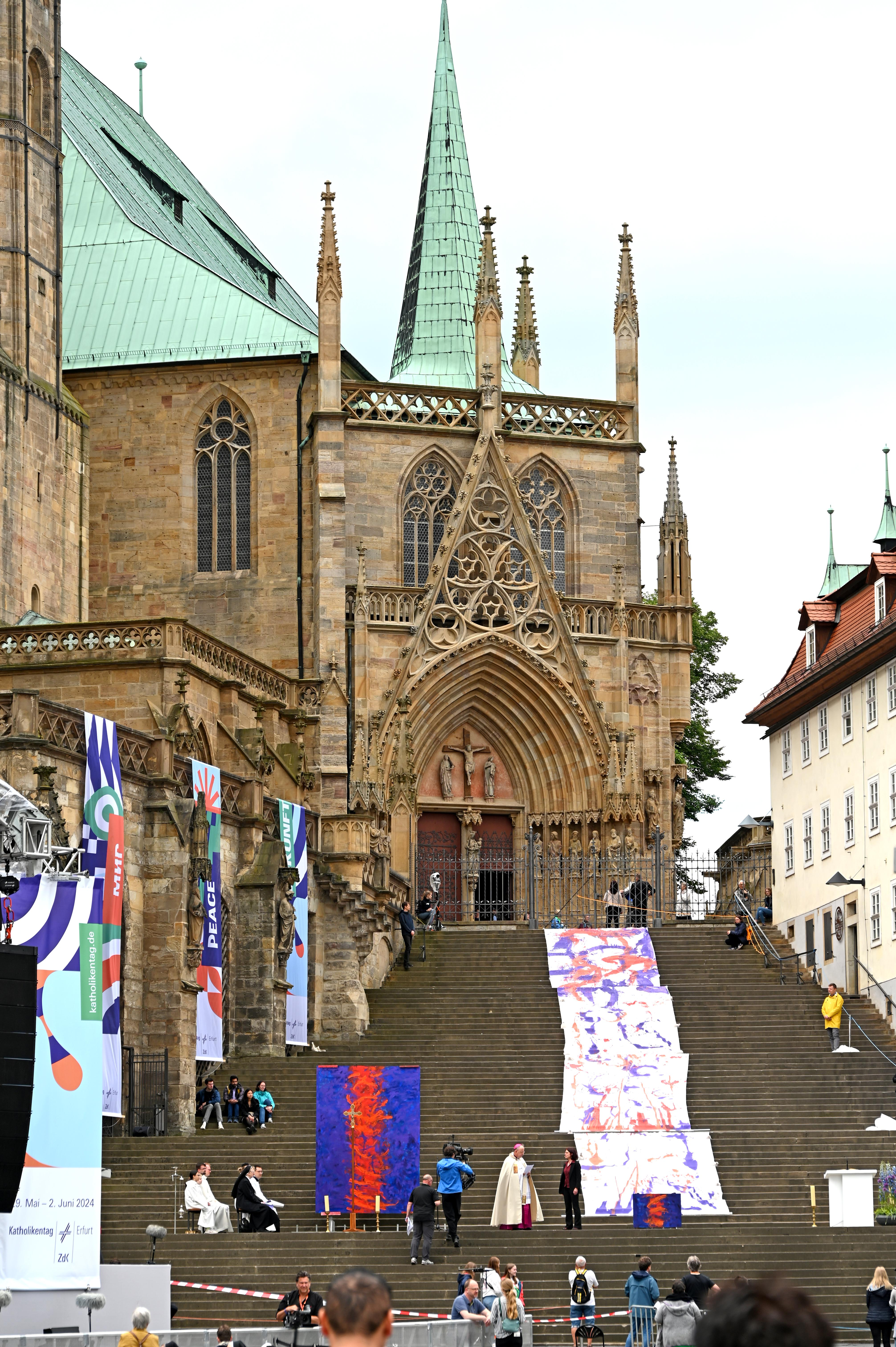
Domstufen
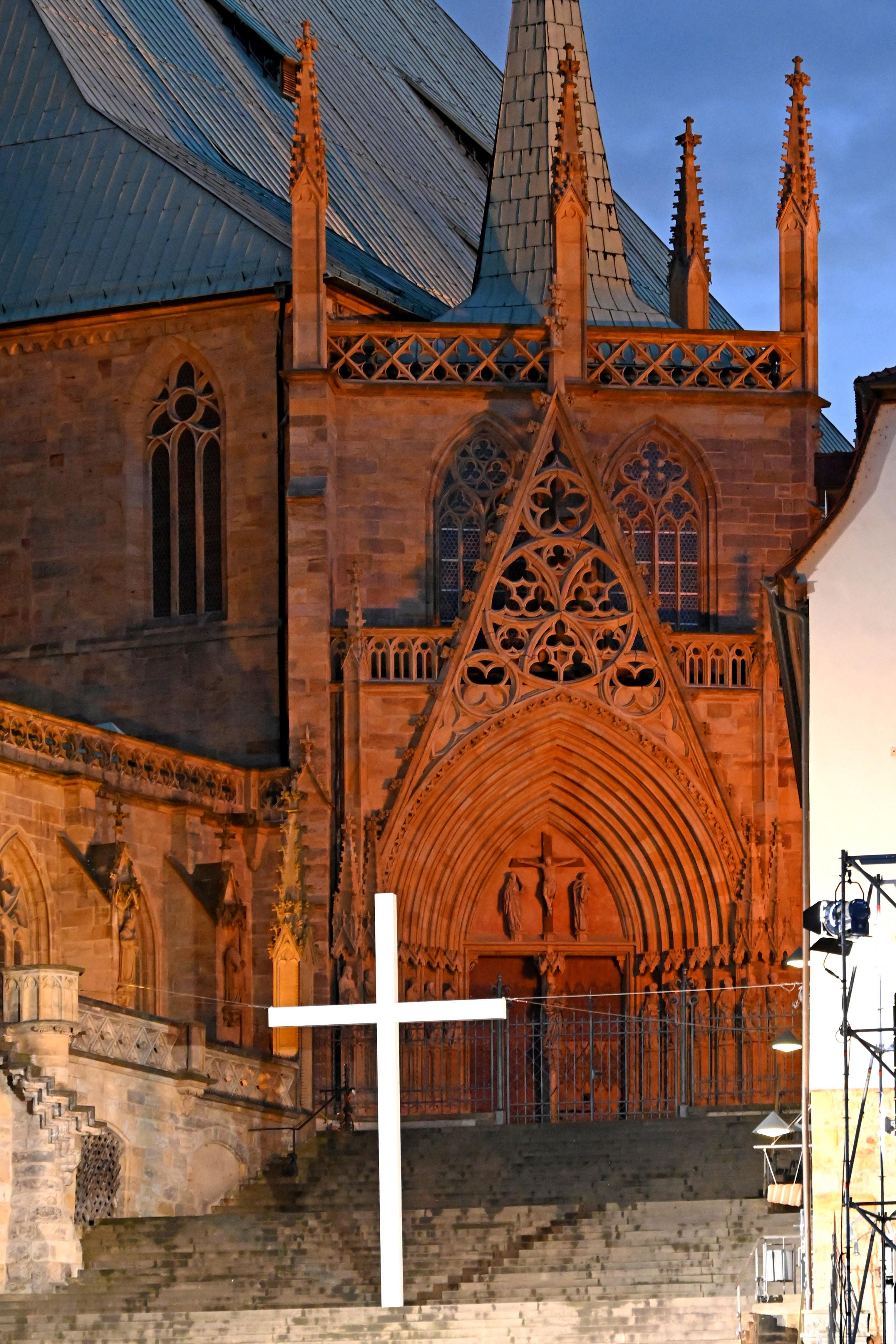
Domstufen-Kreuz
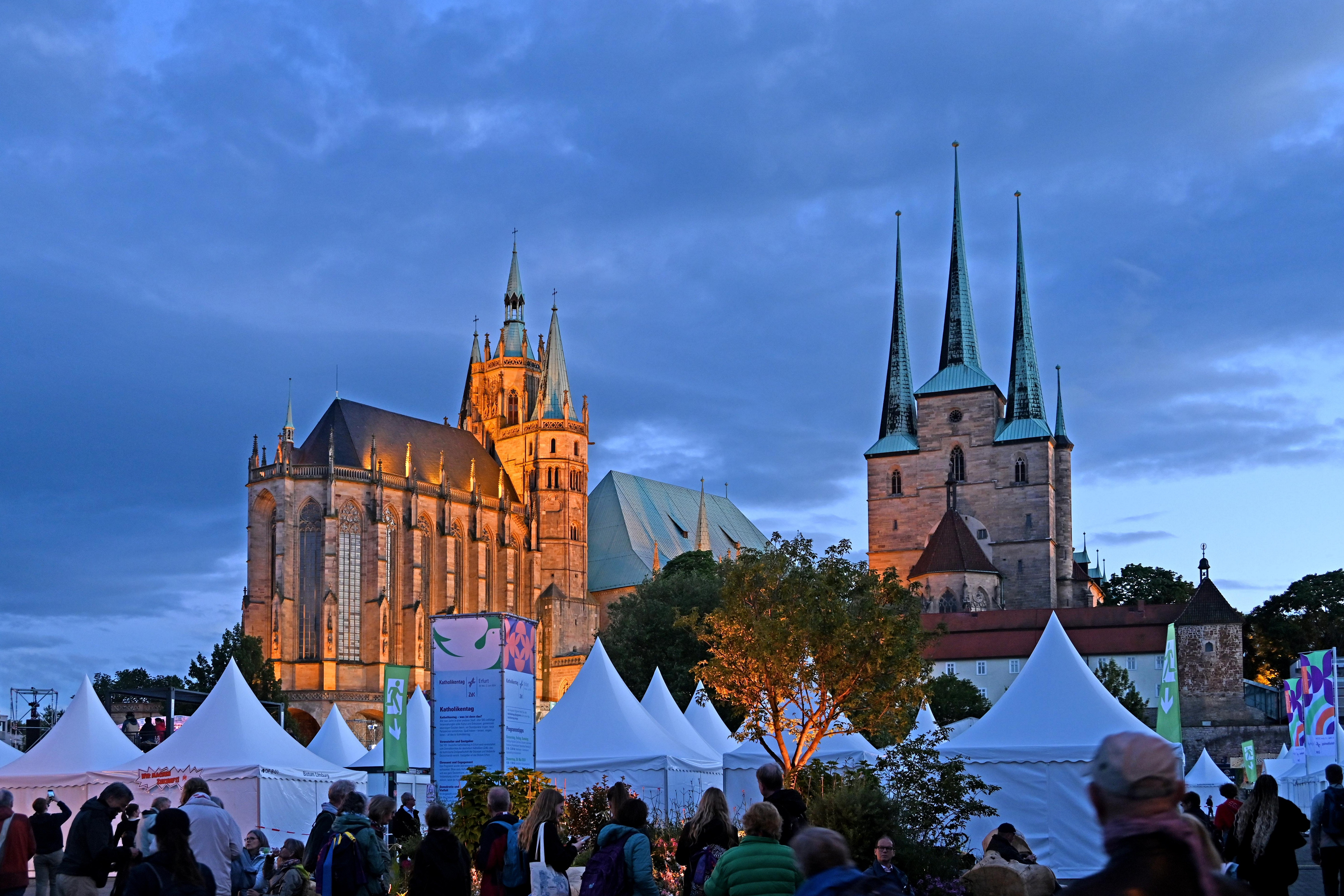
Domplatz beim Abendsegen

### Rechtsträger
Rechtsträger ist der Trägerverein „103. Deutscher Katholikentag Erfurt 2024 e.V.“, der gemeinsam vom Zentralkomitee der deutschen Katholiken (ZdK) und dem Bistum Erfurt gegründet wurde. Der Trägerverein ist für alle wirtschaftlichen, rechtlichen und organisatorischen Belange zuständig. Am Veranstaltungsort in Erfurt wurde eine Geschäftsstelle eingerichtet. Sie gliedert sich in die Abteilungen Geschäftsführung, Programm, Presse und Marketing, Beschaffung, Ort und Planung, Organisation und Teilnahmeservice.
Von 2021 bis 2023 war der ehemalige Erfurter CDU-Oberbürgermeister Manfred O. Ruge Vorsitzender des Trägervereins. Er bemängelte, dass in der Programmplanung ostdeutsche Themen und Protagonisten unterrepräsentiert seien. Nachdem der Erfurter Bischof Ulrich Neymeyr und die ZdK-Präsidentin Irme Stetter-Karp diese Äußerungen 2023 öffentlich als Belastung für die Zusammenarbeit bezeichnet hatten, trat Ruge zurück. Neymeyr warf Ruge „vereinsschädigendes Verhalten“ vor. Ruge kritisierte nach seinem Rücktritt, dass der Katholikentag zu einem „Raumschiff“ werde, das keinen Bezug zu den Menschen habe. Ruges Nachfolger wurde Anfang 2024 der Präsident der Rechtsanwaltskammer Thüringen, Jan Helge Kestel.

### Finanzierung
Informationen zum geplanten Gesamtbudget sind nicht öffentlich verfügbar. Zu dem Gesamtbudget trägt die öffentliche Hand 2,3 Millionen Euro bei. Davon leistet die Stadt Erfurt 600.000 Euro, das Land Thüringen 1.200.000 Euro und das Bundesministerium des Innern und für Heimat 500.000 Euro. Angaben zum Anteil der beiden kirchlichen Zuwendungsgeber (d. h. Verband der Diözesen Deutschlands und Bistum Erfurt) und zu den geplanten Einnahmen aus Ticketverkäufen, Spenden und Sponsoring wurden vom Veranstalter nicht veröffentlicht (Stand Mai 2024).

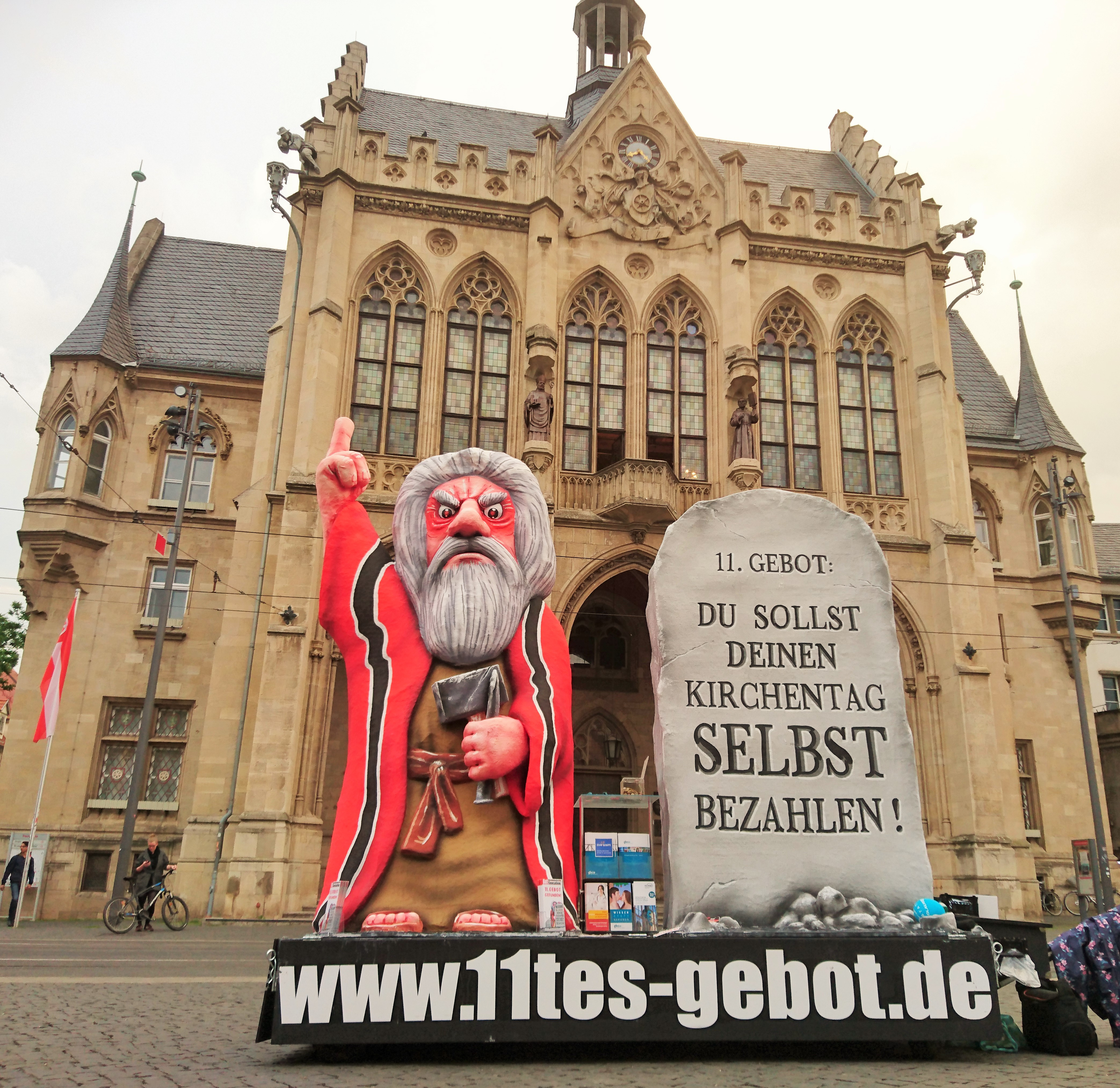
Die Kunstaktion Das 11. Gebot kritisiert vor dem Erfurter Rathaus im Mai 2018 den städtischen Zuschuss für den Katholikentag.

Zur Frage der öffentlichen Finanzierung des Katholikentages gab es frühzeitig eine Kontroverse. Das ZdK hatte 2018 zunächst einen städtischen Zuschuss in Höhe von 1.200.000 Euro beantragt. Die Kunstaktion Das 11. Gebot („Du sollst Deinen Kirchentag selbst bezahlen!“) führte in Erfurt vor dem Rathaus im Mai 2018 einen öffentlichen Protest durch. Auch zum Leipziger Katholikentag und Stuttgarter Katholikentag protestierte die gleiche Organisation. Im September 2018 wurde vom Erfurter Stadtrat ein Zuschuss in Höhe von 600.000 Euro bewilligt.
Der Erfurter Oberbürgermeister Andreas Bausewein (SPD) befürwortete den Zuschuss, weil der Katholikentag „Werbung für die Landeshauptstadt Erfurt und dessen weitreichende bedeutsame Nachfolgen für den Tourismus“ bringe. Ein Antrag der Fraktion Bündnis 90/Die Grünen (Drucksache 1805/18) zur Halbierung des Zuschusses auf 300.000 Euro aus Gründen der Gleichbehandlung mit der EKD wurde vom Erfurter Stadtrat mehrheitlich abgelehnt. Ebenfalls abgelehnt wurde ein Antrag der Fraktion Alternative für Deutschland (Drucksache 1476/23), den Beschluss des Zuschusses aus fiskalischen Gründen aufzuheben.

## Themen und Teilnehmer
Es waren rund 500 Veranstaltungen geplant. Laut Programmheft zählten dazu die feierliche Eröffnung, ein Abend der Begegnung, zahlreiche Gottesdienste, darunter der Gottesdienst zu Fronleichnam und der Abschlussgottestdienst. „Debatten im großen Raum“, „Gottesdienste, Bibel, Spiritualität“ und die „Kirchenmeile“ sollen Möglichkeiten für Diskussionen und Begegnungen bieten. Zu „Politik, Religion, Lebenswelten“ werden Themen wie Politik und Gesellschaft, Digitalisierung, Theologie sowie der jüdisch-christliche und christlich-islamische Dialog und der interreligiöse Dialog behandelt. Es gab ferner kulturelle Angebote wie Lichtkunst, Tanz und Theater, Kabarett und Literatur, Bildende Kunst und Musik. Der „Katholikentag in der Stadt“ beinhaltete Konzerte unter freiem Himmel.

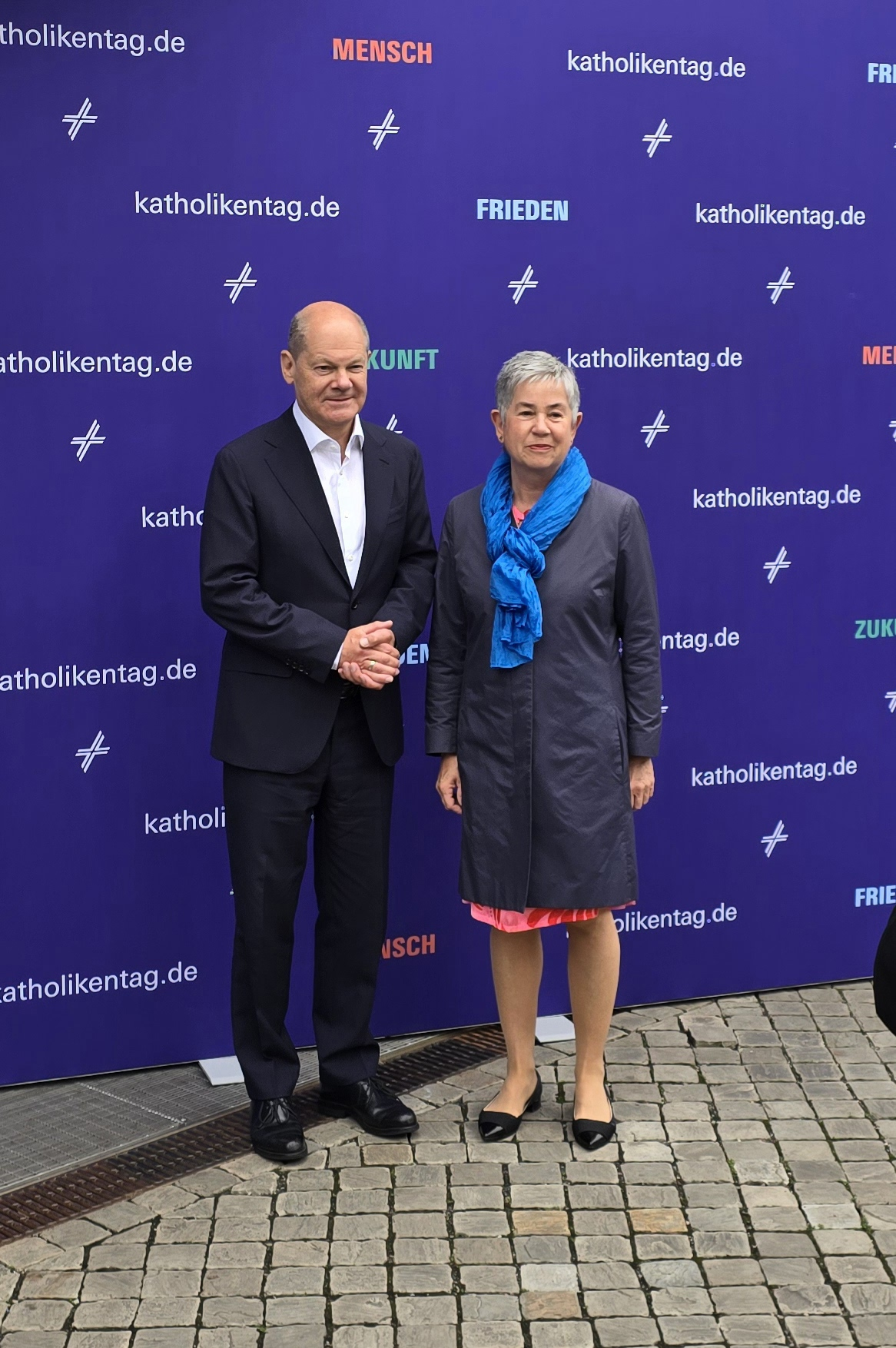
Irme Stetter-Karp mit Bundeskanzler Olaf Scholz

Zur Eröffnung auf dem Erfurter Domplatz kam unter anderem Bundespräsident Frank-Walter Steinmeier. Mit Bundeskanzler Olaf Scholz (SPD) war ein Podium zum Thema „Gemeinschaft stärken – Gesellschaft gestalten“ geplant. Als weitere bekannte Teilnehmer auf Podien waren Wirtschaftsminister Robert Habeck und Außenministerin Annalena Baerbock (beide Bündnis 90/Die Grünen) angekündigt. Vertreter der AfD wurden aufgrund einer Grundsatzentscheidung nicht zu Podien eingeladen. Der Veranstalter erwartete 20.000 Teilnehmer.